# دیور هال
دیور هال (انگلیسی: Dior Hall؛ زادهٔ ۲ ژانویهٔ ۱۹۹۶) ورزشکار دو و میدانی اهل ایالات متحده آمریکا است.